# 沈尹子桱
沈尹子桱（？—？），羋姓，名竺或蒸、巫、筮、莖，字子桱，中国春秋时期楚国的沈尹，号称虞丘子。他是楚穆王的儿子，楚庄王的兄弟。曾向楚庄王推荐孙叔敖为令尹。
前597年，沈尹子桱率领中军、子重率领左军、子反率领右军参加邲之战，大败晋国。
前589年，巫臣携夏姬叛逃到晋国，沈尹子桱、司马子反与令尹子重杀死了巫臣的族人子阎、子蕩和清尹弗忌、连尹襄老的儿子黑要。沈尹子桱与王子罢得到了子蕩的家产。
沈尹子桱的後代有沈尹戌、沈諸梁。